# Šimljanica
Šimljanica es una localidad de Croacia situada en el municipio de Berek, en el condado de Bjelovar-Bilogora. Según el censo de 2021, tiene una población de 86 habitantes.

## Geografía
Está situada a una altitud de 150 metros sobre el nivel del mar, a unos 97 km de la capital nacional, Zagreb.

## Demografía
| Gráfica de población de Šimljanica 1857-2021                       |
|                                                                    |
| Según los censos de población de la Oficina de Estadísticas Croata |